# ワシントン海軍軍縮条約
ワシントン海軍軍縮条約（ワシントンかいぐんぐんしゅくじょうやく）は、1921年（大正10年）11月11日から1922年（大正11年）2月6日までアメリカ合衆国のワシントンD.C.で開催されたワシントン会議のうち、海軍の軍縮問題についての討議の上で採択された条約。
アメリカ（米）、イギリス（英）、日本（日）、フランス（仏）、イタリア（伊）、いわゆる五大国の戦艦・航空母艦（空母）等の保有の制限が取り決められた。華府条約（ワシントン条約）とも表記される。

## 背景

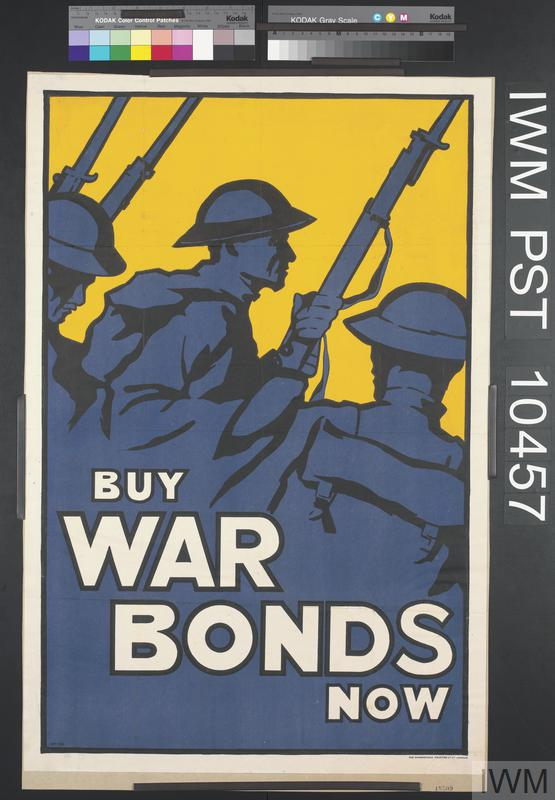
戦時国債のポスター（1918年、イギリス）。

第一次世界大戦が終結した後も、戦勝国となった連合国側は海軍力（特に戦艦）の増強を進めた。各国の軍備拡張計画の内、代表的なものは、アメリカのダニエルズ・プラン（三年艦隊計画と呼ばれることもある）と日本の八八艦隊計画である。また大日本帝国海軍は会議が始まる前の7月には茨城県霞ヶ浦の航空練習場を完成させており、イギリスのセンピル教育団の指導による霞ヶ浦海軍航空隊の創設に向けて、大日本帝国海軍航空隊を更新しようとしていた。
しかし、軍備拡張に伴う経済負担は各国の国家予算を圧迫し、建造計画の遅滞を引き起こすことになった。先の八八艦隊を例に取れば、艦隊建造のためだけに国家予算の1/3を使い、維持だけでも半分弱を使うことになる。
このため、アメリカ合衆国大統領ウォレン・ハーディングの提案で戦勝5か国の軍縮を行うことになる。

## 概要
5大海軍列強国は建艦競争を抑制するために、戦艦等の建造に厳しい制限を加えることに合意した。
- 条約は加盟国それぞれが保有する主力艦の数と、その排水量の合計を制限した。
- 計画中あるいは建造中の艦は直ちにキャンセルあるいは廃棄することとした。
- 戦艦の新造は条約締結後10年間は凍結することとされ、例外として艦齢20年以上の艦を退役させる代替としてのみ建造を許された。
- さらにまた、いかなる新造艦も、主砲口径は16インチ（406mm）以下、排水量は35,000トン以下に制限された。

## 条約の内容

### 一覧表
条約は建造中の艦船を全て廃艦とした上で、英米：日：仏伊の保有艦の総排水量比率を5：3：1.75と定めた。詳細は表のようになる。なお、各数値の由来や論拠に関しては不明な点が多いが、少なくとも日本とアメリカに関しては、アメリカのブラック・チェンバーによる暗号電文解読の結果、日本側が容認する最も低い海軍比率にしたとされる（日本海軍は対英米7割、つまり5：3.5とすることを要求していた）。
| 艦種   | 合計排水量                                                                            | 1艦あたりの 基準排水量           | 備砲 |
| ------ | ------------------------------------------------------------------------------------- | -------------------------------- | --- |
| 主力艦 | （英米）50万トン （日）30万トン （仏伊）17万5000トン ※ 後述の「陸奥」の問題により改定 | 3万5000トン                      | 主砲16インチ以下                                                                                              |
| 空母   | （英米）13万5000トン （日）8万1000トン （仏伊）6万トン                                | 2万7000トン 2艦に限り3万3000トン | 8インチ以下 6インチ以上を装備する場合 5インチ以上の砲を合計10門以下 先の2艦に限り5インチ以上の砲を合計8門以下 |
| 巡洋艦 | 制限無し                                                                              | 1万トン以下                      | 5インチ以上8インチ以下                                                                                        |

### 保有比率
条約締結時点での主力艦保有数は、英30隻、米20隻、日11隻、建造中のもの英4隻、米15隻、日4隻であり、日本は英国の6割にも満たなかった。艦艇の保有比率に関しては、英：米：日：仏：伊がそれぞれ、5：5：3：1.67：1.67の割り当てとなったが、日本は対米7割を主張。日本は自国防衛のためこれを主張したが、米英とも受け入れなかった。後述の陸奥保有と合わせた日本から出た代案を採用して、東経110度より東に海軍基地、または要塞の建設の禁止とすることで決着を見た。この条文は日米英のみで締結されており、他の国は制約を受けることはなかった。また、米英の同比率は大戦後のイギリスの地位の転落と、アメリカの向上を反映している。ラッセル・グレンフェル英国海軍大佐は、最も利益を得た国を日本、最も犠牲を払った国をイギリスと評し、本軍縮条約を『大英帝国凋落の象徴』と位置づけている。

### 戦艦「陸奥」と「ビッグ7」
この条約会議開催までに完成していない艦は廃艦とすることになりそのリストが作られたが、その中に日本の戦艦「陸奥」が含まれていた。日本側は陸奥は完成していると主張したが、英米は未完成艦とした。
当時完成していた16インチ砲を搭載した戦艦は、日本の「長門」、アメリカのコロラド級2番艦「メリーランド」の2隻のみであり、陸奥の所有を認めると日本が圧倒的に有利となる。
この日本側の主張に対し英米は最終的にその所有を認めることになるが、その代わりにアメリカは廃棄が決まっていたコロラド級2隻の建造続行を、イギリスは2隻の新造（後のネルソン級戦艦）を認められることになり、戦艦比率は日本にとってかえって悪くなるという結果となった。
しかしそれを踏まえてもなお、超弩級戦艦4隻を廃棄した英が一番犠牲を払っており、速度・武装とも最も低性能な摂津1隻のみを失っただけで長門、陸奥といった超弩級戦艦2隻を揃えられた日本は最も得をしたと言える。
保有量
米英:50万t→52万5000t
日:30万t→31万5000t
仏・伊変更なし
よって保有比率は5:5:3:1.75:1.75から最終的に5:5:3:1.67:1.67になった。
追加廃棄戦艦
英 サンダラー、キング・ジョージ5世、センチュリオン、エイジャックス（ネルソン、ロドニー完成まで保有可）
米 デラウェア、ノースダコタ（コロラド、ウエストバージニア完成まで保有可）
日 摂津
そしてこの結果、世界に存在する16インチ砲搭載艦はアメリカのコロラド級「コロラド」「メリーランド」「ウエストバージニア」、イギリスのネルソン級「ネルソン」「ロドニー」、日本の長門級「長門」「陸奥」の7隻のみとなり、日本ではこれらの戦艦群は「世界のビッグ7」（世界七大戦艦）と呼ばれるようになった[誰によって?]。
en:Big Seven
ただしあくまで日本の大衆においての呼称であり、海外の軍関係者は勿論、日本海軍においてもこの呼び方が使われた形跡は見つかっていない

### 要塞化禁止条項
対英米比6割と陸奥保有に併せて日本の提案により、太平洋における各国の本土並びに本土にごく近接した島嶼（とうしょ）以外の領土について、現在ある以上の軍事施設の要塞化が禁止された。
日本
千島列島、小笠原諸島、奄美大島、琉球諸島、台湾、澎湖諸島、そして将来取得する新たな領土（内南洋のこと）の要塞化禁止
奄美大島以外の奄美群島は対象外
対馬は太平洋に面していないので条項の対象外

アメリカ
フィリピン、グアム、サモア、アリューシャン列島の要塞化禁止
アラスカ、パナマ運河、ハワイ諸島は対象外

イギリス
香港並びに東経110度以東に存在する、あるいは新たに取得する島嶼の要塞化禁止
カナダ、オーストラリア、ニュージーランドは対象外
東経110度以東なので、シンガポール（東経103度）は条項の対象外

### 航空母艦
会議開催当時、空母は誕生したばかりであり、その運用法も潜在的能力もわかっていないものであった。そのため、空母に関してはかなり特殊で（今日の目から見れば）奇妙な規制を受けている。
空母は巡洋艦と同様補助艦とされているが、巡洋艦と違い保有比率は規定され戦艦と同等（改正前）とされているが、その割り当て排水量は戦艦の3分の1程度である。一艦あたりの規定排水量は2万7000トンとなっているが、2艦に限り3万3000トンまで可能とされている。
搭載砲は8インチ以下で、6インチ以上の砲を装備する場合5インチ以上の砲を合計10門以下しか搭載できないと定められている。ただし、先の二艦に関しては5インチ以上の砲を合計8門以下となっている。搭載砲を規定しない場合、戦艦に匹敵する砲力を持つ艦を空母の名目で建造する航空戦艦という抜け道になる事が懸念されたからである。しかしこの規定でも、重巡洋艦と同等の艦砲を搭載する事が可能である。後の視点で考えれば、空母が駆逐艦や航空機に対する個艦防御戦闘ではない本格的な砲戦を行うことはあり得ないため、この規定はナンセンスといえる（小目標に対する防御戦闘用であれば、3 - 5インチ程度の小口径砲を多数装備するのが合理的であり、5インチ以上の砲は必要ない。いわゆる「5インチ砲」はぎりぎり5インチ未満の口径である）。しかし、条約締結当時は航空機の航続距離が短く、空母も発展途上の艦種であり、空母も砲戦の機会があると考えられていた。実際にも規定枠いっぱいの艦砲を搭載する空母が建造された。

## その他
このときの日本全権は、加藤友三郎・幣原喜重郎・徳川家達である。
戦艦新造は条約締結後10年間は行わない。ただし、艦齢20年以上に達した艦は条約の範囲で代艦建造が許された。巡洋艦に関しては、艦に対する制限は決まったが保有排水量に関しては合意が得られず、1万トン以下の空母は条約対象外とされ、駆逐艦は備砲は5インチ以下と決まったのみ、その他艦艇に関しては備砲8インチ・排水量1万トン・速力20ノット以下と決定した。また、あやふやだった艦の大きさの基準を「基準排水量」で統一することに決まった。
満期になった日英同盟は更新されず、新たな条約として「四カ国条約」が締結された。
ワシントン本会議においては上述5ヶ国に中華民国・オランダ・ベルギー・ポルトガルを含めた9ヶ国で協議が行われ、中国領土の保全など九カ国条約を決議して閉幕した。
日本側は英国の譲歩を引き出すため、事前に鉄道省に相談せず外務官僚主導で英国製電気機関車を大量に発注したが、その努力は報われなかった。元々、英国内の幹線電化もそれほど進んでおらず、電気機関車製造の経験が浅かったため、輸入した機関車はトラブル続きだった。やがてそれが日本側技術陣を鍛え、電気機関車国産化に繋がる（→日本の電気機関車史・国鉄ED17形電気機関車）。

## 条約の影響
条約は両大戦間の戦艦設計に興味深い影響を与えた。ワシントン条約制限下での排水量を維持しながら装甲と射撃能力を向上させる必要はイギリスのネルソン級やフランスのリシュリュー級のような実験的新設計の条約型戦艦に帰着した。また、条約の枠外で補助艦とされた巡洋艦や駆逐艦の開発、建造が進められ、各国で近代的で強力な艦艇（俗に条約型巡洋艦と呼ばれる各国の1万トン級重巡洋艦）が完成した。本条約締結後の15年間はいわゆる、ネイバル・ホリデイ（Naval Holiday : 海軍休日）と呼ばれる。
地政学的には、イギリスは香港の脆弱性に危機感を覚え、シンガポールを新たな拠点として整備することを決定した。

### 条約型巡洋艦
上記にあるように、条約締結の結果戦艦新造が不可能になった各国は、条約の抜け道とも言える補助艦、特に戦艦に準ずる存在となった重巡洋艦の新造を進めることとなる。しかし、排水量と搭載砲が決められていたので、その範囲内での建造にしのぎを削ることとなり、この時期の巡洋艦を「条約型巡洋艦（以下条約型）」と呼ばれることとなる。
この条約型を含めた補助艦は各国それぞれ特徴がある。
日本は出来る限り攻撃力を上げるため、魚雷装備を充実させた。主砲は、当初は重巡洋艦古鷹型同様20センチ（7.9インチ）砲であったが、他国の条約型に対抗するために条約で定められている8インチ（20.3センチ）砲を装備した。一方で居住性は犠牲になった。その火力重視の設計は、英国の観艦式に参加した重巡洋艦「足柄」で「飢えた狼」、または「我々は初めて軍艦（ウォーシップ）を見た。今まで我々が乗っていたのは客船（ホテルシップ）だった」と評価された。
米国は日本と異なり砲力を重視し、最初は制限いっぱいの10門の主砲を搭載したが、後に防御力とのバランスを考慮し9門に減じた（ただし日本以外の国の巡洋艦よりは勝っている）。航空機装備を重視し、搭載機数が多い。その一方で魚雷装備は切り捨てている。
英国の巡洋艦は植民地とのシーレーン防衛を重視したため、長期の航海に対応するため居住性を重視している。隻数を増やすため、条約の制限よりもかなり小型の巡洋艦も建造している。その一方で攻撃力は日米に比べて妥協している。
仏・伊は、まず速力を充実させた艦を建造し、その後速度を落とし攻撃力と防御力を充実させた艦を建造する。
この時期ソ連は条約に加盟していなかったこともあり、各国のような8インチ砲ではなく、18センチ砲という特異な砲を搭載した艦を建造している。
この条約型建造の結果軍備拡張がかえって激化。そのため、巡洋艦以下の補助艦艇の制限を加えるためのロンドン海軍軍縮会議が開催されることとなる。

## 条約の拡張と失効
ワシントン条約の制限は1930年のロンドン海軍軍縮条約と、1936年の第二次ロンドン海軍軍縮条約によって拡張および修正が行われた。しかし、調印国の一部が条約から脱退したり、それらに密約を与える国が現れたため、1930年代には条約の効果が低下することとなる。
日本政府は1933年3月、国際連盟を脱退した。米国では1934年（昭和9年）4月13日、大学生団体が戦争反対を求め全国授業ストライキ（盟休）を行った。しかし日本では疑獄事件である帝人事件さなかの7月20日、帝国弁護士会が会誌上で条約廃止通告を求める声明を発表した、日本政府は12月29日、条約の破棄を寄託者へ通告した。
1936年（昭和11年）12月に本条約は失効した。これは、破棄通告後2年で失効するためである。
日本は1936年にロンドン海軍軍縮条約から脱退し、1938年、英米両国は、排水量最高45,000トンまでの戦艦を許容した第二次ロンドン条約の「エスカレーター条項」を発動、それにより海軍軍縮についての条約は実質的に失効し、これ以後、世界は制限なき軍艦建造競争の時代に突入していった。